# Emilio Pallavicini
Il marchese Emilio Pallavicini di Priola, o Pallavicino (Genova, 8 novembre 1823 – Roma, 15 novembre 1901), è stato un generale e politico italiano. Fu senatore del Regno d'Italia nella XIII legislatura. Ebbe una lunga carriera nel Regio Esercito, partecipando a tutte le campagne dal 1848 in avanti. È particolarmente noto per aver fermato Garibaldi sull'Aspromonte il 29 agosto 1862 e per aver soffocato diverse rivolte brigantesche, soprattutto nelle zone del Vulture-Melfese contro le bande guidate da Carmine Crocco con metodi spesso eccedenti le dovute garanzie giuridiche.

## Biografia

### La carriera militare
Nacque a Genova l'8 novembre 1823 da una nobile famiglia di rango marchionale. Fu allievo dell'Accademia militare di Torino e venne ammesso nel 1842 come ufficiale nell'esercito sardo. Nel 1848 passò al corpo dei bersaglieri, prese parte alla prima guerra di indipendenza e poi alla ripresa dei combattimenti che portarono alla disfatta di Novara. Nel 1849 prese parte alla repressione di Genova, che era insorta dopo l'armistizio con l'Austria. Si distinse forzando le porte della città, insieme ad un altro ufficiale (il Grosso-Campana), e per quello fu insignito della medaglia d'argento. Prese parte alla campagna di Crimea con la 18ª compagnia.
Partecipò poi alla seconda guerra di indipendenza con il grado di capitano. A Casale Monferrato (dove ottenne una menzione onorevole) comandò la vittoriosa resistenza congiunta della 18ª compagnia dei bersaglieri e di un corpo di garibaldini, che si erano opposti all'avanzata delle truppe austriache. Nella battaglia di San Martino venne ferito e, per i meriti acquisiti, gli fu conferito l'Ordine Militare di Savoia e la promozione al grado superiore.
Prese parte alla Campagna piemontese in Italia centrale col 16º Battaglione. Per la conquista di Perugia venne promosso sul campo a tenente colonnello. All'assedio della fortezza di Civitella del Tronto (l'ultima fortezza presa al Borbone il 20 marzo 1861) fu decorato con medaglia d'oro per «il personale ardimento, il valore dimostrato a condurre una colonna d'assalto e i servizi resi nelle operazioni contro il brigantaggio».
Il 29 agosto 1862 guidò la colonna che all'Aspromonte fermò la spedizione che Garibaldi aveva intrapreso dalla Sicilia per la conquista di Roma, ordinando l'attacco durante il quale lo stesso Garibaldi fu ferito ad una gamba. Superata la blanda resistenza opposta da parte dei volontari garibaldini, Pallavicini si presentò a Garibaldi con rispetto, ottenendone la resa e catturandolo prigioniero.
L'anno seguente col grado di generale prese il comando della Brigata "Como". Tra il 1863 ed il 1864 Pallavicini, con l'aiuto del brigante rinnegato Giuseppe Caruso, riuscì a sgominare le bande guidate da Carmine Crocco (di cui riconobbe non solo l'astuzia e l'abilità bellica ma anche il carisma sul popolo e sugli altri briganti), portando a numerosi arresti e fucilazioni nell'area del Vulture-Melfese. Tuttavia non riuscì mai a catturare il capobrigante, che riparò nello Stato Pontificio dove venne arrestato dalle autorità papali e consegnato al regno italiano solamente dopo la presa di Roma.
Nel 1866, nel corso della terza guerra di indipendenza, comandò l'avanguardia sul Po costituita da 10 battaglioni di bersaglieri. In seguito sostituì Giacomo Medici al corpo di Palermo e nel 1870, dopo Porta Pia, comandò il corpo di Roma.

### La carriera politica
Fu nominato senatore dal Re il 15 febbraio 1880, per i suoi meriti in campo militare; la sua carriera politica continuò, con la contemporanea nomina ad aiutante generale onorario del sovrano fino al 1882, per poi divenire primo aiutante di campo di re Umberto I nel 1890. Sette anni dopo, con una carriera cinquantennale nelle forze armate, si mise in congedo. Emilio Pallavicini morì infine a Roma il 15 novembre 1901, a 78 anni.